# Psusennes II
Titkheperure / Tyetkheperre Psusennes II hoặc Hor-Pasebakhaenniut II, là pharaon cuối cùng của Vương triều thứ 21 của trong lịch sử Ai Cập cổ đại, cai trị 24 năm (khoảng 967 – 943 TCN). Psusennes II thường được đồng nhất với Đại tư tế Amun Psusennes III.
Nhà Ai Cập học Karl Jansen-Winkeln chỉ ra rằng, một phù điêu trên tường đền thờ Abydos có ghi danh hiệu hoàn chỉnh của nhà vua, Tyetkheperre Setepenre Pasebakhaenniut Meryamun, đồng thời với danh hiệu Đại tư tế Amun và Tổng chỉ huy quân đội. Điều này cho thấy rằng Psusennes làm vua của Tanis, nhưng vẫn giữ vai trò của một tư tế vùng Thebes.

## Gia đình
Psusennes II là con của Đại tư tế Amun Pinedjem II và phu nhân Isetemkheb D. Ông có duy nhất một người con gái, tư tế Maatkare B, người về sau là một vương hậu của vua Osorkon I và là mẹ của hoàng tử Shoshenq C.

## Chứng thực

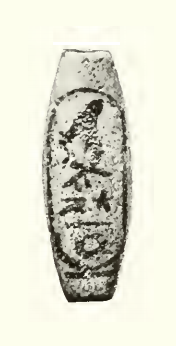
Mảnh sành có khắc tên của Psusennes II

Vật chứng thực đầu tiên là một băng vải quấn xác ướp đánh dấu năm thứ 5, trên đó có ghi tên của tư tế Psusennes III. Tuy nhiên, tên của nhà vua trị vì lại không được ghi ra, nhưng điều duy nhất chắc chắn rằng, mảnh băng này phải được ghi sau triều đại của vua Siamun vì năm thứ 17 của vị vua này cũng xuất hiện trên đó.
Ấn tượng hơn là số lượng các kỷ vật có ghi tên của Psusennes II và Shoshenq I, kể cả một bức tượng bị chiếm đoạt của Thutmose III (CG 42192). Ngôi mộ TT18, nơi chôn cất của Baki (người ghi chép của hoàng hậu Ahmose-Nefertari), cũng chứa nhiều bức phù điêu thể hiện mối liên quan giữa Psusennes và Shoshenq I. Tại đây tên ngai của Psusennes được tìm thấy, và trên một mảnh sành ở Umm el-Qa'ab.
Jean Yoyotte nhận thấy rằng, nhiều bức tượng shabti mang tên của Pasebkhanut (cách viết khác của Psusennes) được tìm thấy trong phòng ngoài của ngôi mộ NRT III. Điều này có nghĩa là cỗ quan tài và xác ướp mục rữa ở hầm mộ NRT III thuộc về Psusennes II, nơi thi hài của các vua Psusennes I, Shoshenq II và Siamun.

## Trị vì

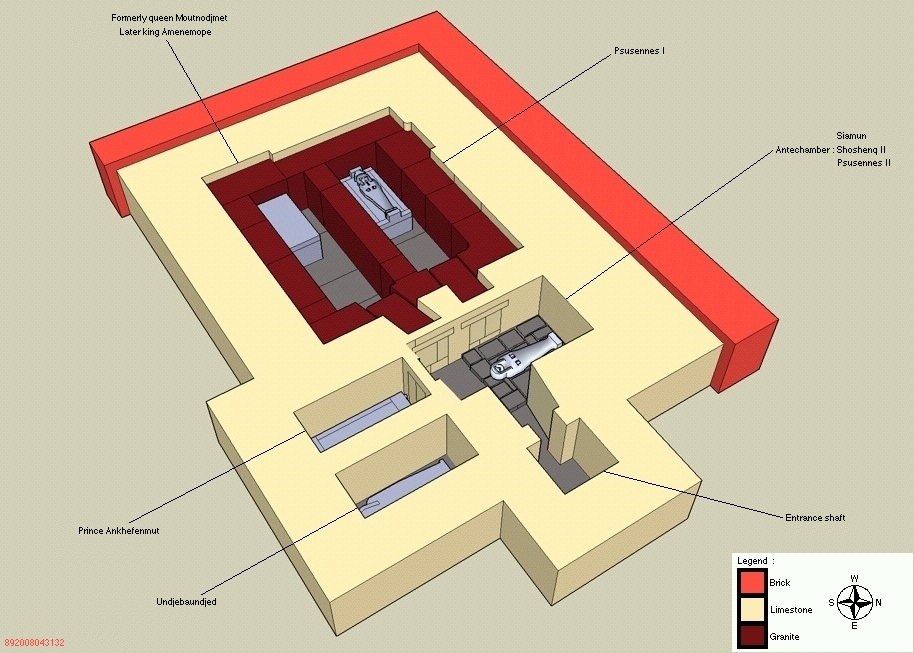
Vị trí chôn cất của Psusennes II trong ngôi mộ NRT III

Psusennes II nói chung ít được ghi chép trong lịch sử đương thời. Trong bảng tóm tắt niên đại của Manetho, Psusennes II được gán một triều đại kéo dài 14 năm. Tuy nhiên, Rolf Krauss đã lập luận rằng triều đại của Psusennes II là 24 năm, chứ không phải 14 năm như ban đầu. Điều này dựa trên thông tin được ghi trên tấm bia Dakhla của vua Shoshenq I (kế vị trực tiếp của Psusennes II), trên đó có nhắc đến năm cai trị thứ 19 của một vua Psusennes.
Một khối gạch được gọi là "Karnak 94, CL 2149" ghi lại sự nhậm chức của một tư tế tên Nesankhefenmaat, trên đó có đánh dấu năm trị vì thứ 11 của một vua Psusennes. Theo đó, cha của Nesankhefenmaat cũng được sắc phong tư tế dưới triều vua Siamun, và cả con trai của Nesankhefenmaat cũng được phong tư tế vào năm thứ ba của Osorkon I. Siamun và Osorkon lại là người tiền nhiệm và hậu nhiệm của Psusennes II, vì thế việc xác định Psusennes nói trên là vua Psusennes II hoàn toàn chắc chắn.